# Episodi di Scrubs - Medici ai primi ferri (quarta stagione)
La quarta stagione della serie televisiva Scrubs - Medici ai primi ferri, composta da venticinque episodi, è andata in onda negli Stati Uniti sulla NBC dal 31 agosto 2004 al 10 maggio 2005, mentre in Italia è stata trasmessa su MTV a partire dall'autunno 2005.
| nº | Titolo originale                  | Titolo italiano                        | Prima TV USA      | Prima TV Italia   |
| -- | --------------------------------- | -------------------------------------- | ----------------- | ----------------- |
| 1  | My Old Friend's New Friend        | La nuova amica della mia vecchia amica | 31 agosto 2004    | 22 settembre 2005 |
| 2  | My Office                         | Il mio ufficio                         | 7 settembre 2004  | 22 settembre 2005 |
| 3  | My New Game                       | Il mio nuovo gioco                     | 14 settembre 2004 | 29 settembre 2005 |
| 4  | My First Kill                     | Il mio primo omicidio                  | 21 settembre 2004 | 29 settembre 2005 |
| 5  | Her Story                         | La sua storia III                      | 28 settembre 2004 | 6 ottobre 2005    |
| 6  | My Cake                           | La mia torta                           | 12 ottobre 2004   | 6 ottobre 2005    |
| 7  | My Common Enemy                   | Il mio comune nemico                   | 19 ottobre 2004   | 13 ottobre 2005   |
| 8  | My Last Chance                    | La mia ultima chance                   | 26 ottobre 2004   | 13 ottobre 2005   |
| 9  | My Malpractical Decision (part 1) | La mia difficile decisione             | 9 novembre 2004   | 20 ottobre 2005   |
| 10 | My Female Trouble (part 2)        | I miei guai con le donne               | 16 novembre 2004  | 20 ottobre 2005   |
| 11 | My Unicorn                        | Il mio unicorno                        | 23 novembre 2004  | 27 ottobre 2005   |
| 12 | My Best Moment                    | Il mio momento migliore                | 7 dicembre 2004   | 27 ottobre 2005   |
| 13 | My Ocardial Infarction            | Le mie diagnosi                        | 8 gennaio 2005    | 10 novembre 2005  |
| 14 | My Lucky Charm                    | Il mio portafortuna                    | 25 gennaio 2005   | 10 novembre 2005  |
| 15 | My Hypocritical Oath              | Il mio ippocratico dilemma             | 1º febbraio 2005  | 17 novembre 2005  |
| 16 | My Quarantine                     | La mia quarantena                      | 8 febbraio 2005   | 17 novembre 2005  |
| 17 | My Life in Four Cameras           | La mia vita come una sit-com           | 15 febbraio 2005  | 24 novembre 2005  |
| 18 | My Roommates                      | I miei compagni di stanza              | 22 febbraio 2005  | 24 novembre 2005  |
| 19 | My Best Laid Plans                | La mia botte piena                     | 1º marzo 2005     | 1º dicembre 2005  |
| 20 | My Boss's Free Haircut            | Il mio nostalgico capo                 | 29 marzo 2005     | 1º dicembre 2005  |
| 21 | My Lips Are Sealed                | Le mie labbra sono cucite              | 5 aprile 2005     | 8 dicembre 2005   |
| 22 | My Big Move                       | La mia grande mossa                    | 12 aprile 2005    | 8 dicembre 2005   |
| 23 | My Faith in Humanity              | La mia fede nell'umanità               | 19 aprile 2005    | 15 dicembre 2005  |
| 24 | My Drive-By                       | Il mio scooter a quattro ruote         | 26 aprile 2005    | 15 dicembre 2005  |
| 25 | My Changing Ways                  | I miei cambiamenti                     | 10 maggio 2005    | 22 dicembre 2005  |

## La nuova amica della mia vecchia amica
- Titolo originale: My Old Friend's New Friend
- Diretto da: Bill Lawrence
- Scritto da: Eric Weinberg
- Guest star: Heather Graham

### Trama
Due settimane dopo il matrimonio di Turk e Carla, i rapporti tra J.D. ed Elliot non sono dei migliori e per entrambi è l'ultima settimana come assistenti. Inoltre al Sacro Cuore è arrivata l'attraente quanto distratta nuova psichiatra, Molly Clock (Heather Graham), che diventa, dopo qualche difficoltà, molto amica con Elliot. Dopo l'esplosione dell'auto Malik Turk compra tre scooter: uno verde per sé, uno rosa per Carla e uno blu per J.D. ma Carla non soddisfatta convincerà poi Turk ad acquistare una Mini Cooper Cabrio anche se J.D. terrà comunque il suo scooter a cui darà nome Sasha.

## Il mio ufficio
- Titolo originale: My Office
- Diretto da: Gail Mancuso
- Scritto da: Matt Tarses
- Guest star: Heather Graham

### Trama
Sia J.D. che Elliot sono candidati per diventare supervisore e lo diventeranno entrambi venendo però costretti a dividersi un unico ufficio.
Nel frattempo il figlio di un benefattore dell'ospedale viene ricoverato a causa di una lampadina nel retto e il suo caso passa di medico in medico senza però trovare una soluzione concreta. Solo grazie all'aiuto dell'inserviente il dottor Cox e Turk riescono a trovare il rimedio migliore, di cui si prenderà però i meriti il dottor Kelso.

## Il mio nuovo gioco
- Titolo originale: My New Game
- Diretto da: Ken Whittingham
- Scritto da: Gabrielle Allan
- Guest star: Heather Graham

### Trama
Il dottor Cox e Jordan vengono a sapere da Ted che il loro divorzio non è valido perché hanno firmato dei documenti sbagliati, ma riescono a rimediare. Intanto J.D. passa il tempo a regalare soldi (per dimostrare che come supervisore guadagna di più) e con il suo nuovo gioco, ovvero "insassare" le persone. L'inserviente però vuole precisare che il dottor Dorian è solo il co-supervisore e ben presto la voce si sparge per tutto l'ospedale.

## Il mio primo omicidio
- Titolo originale: My First Kill
- Diretto da: Ken Whittingham
- Scritto da: Tad Quill
- Guest star: Heather Graham

### Trama
J.D. chiede al dottor Cox di fare un discorso di incoraggiamento ai suoi specializzandi, ma in realtà li terrorizza dicendo loro che ben presto uccideranno qualcuno dei propri pazienti. J.D. impressionato da questo evita in tutti modi di prestare cure ai suoi pazienti per evitare così di ucciderli accidentalmente.
Intanto Elliot cerca di ottenere il permesso per installare una valvola cardiaca a un suo paziente tossicodipendente, mentre Carla per fare una sorpresa a Turk porta il cane impagliato Rowdy a lavare, ma lo perde riportandolo a casa. L'aiuterà l'inserviente sostituendo Rowdy con Steven, pressoché identico. Alla fine della giornata J.D. viene richiamato da Cox che gli spiega che avere paura di uccidere qualcuno è normale ma che non bisogna dargli troppo peso. Grazie all'incoraggiamento ritorna a curare i pazienti come ha sempre fatto. Elliot ha ottenuto dalla commissione sanitaria il permesso per impiantare la valvola al suo paziente, a patto che questo venga tre volte a settimana all'ospedale per disintossicarsi dalla droga. Questo però dopo una settimana non si fa più vivo ed Elliot capisce che non verrà mai.

## La sua storia III
- Titolo originale: Her Story
- Diretto da: John Inwood
- Scritto da: Angela Nissel
- Guest star: Heather Graham

### Trama
J.D. e Turk hanno un nuovo passatempo: registrare i loro pensieri con un registratore tascabile. Elliot invece trova in Molly un esempio da seguire e decide di affrontare il dottor Cox pagandone però le conseguenze.
Elliot è la narratrice di questo episodio.

## La mia torta
- Titolo originale: My Cake
- Diretto da: Henry Chan
- Scritto da: Neil Goldman e Garrett Donovan
- Guest star: Heather Graham

### Trama
Alla porta di J.D. bussa il fratello Dan con in mano una torta (una tradizione della loro famiglia quando è successa una cosa brutta): il loro padre è morto.
Dopo il funerale Dan decide di rimanere vicino a J.D. anche se in realtà è proprio lui ad avere bisogno di una mano.
Al Sacro Cuore l'inserviente cerca di convincere il dottor Kelso ad averlo autorizzato a noleggiare una gru. Il dottor Cox cerca di evitare J.D. a ogni costo, ma prende in custodia tutti i suoi pazienti, finendo per stare vicino a lui e al fratello. Turk invece continua ad accusare strani sintomi e su consiglio di Molly fa una visita di controllo: si scopre così che Turk è affetto da diabete, cosa che cerca di tenere nascosta a Carla.
Nota: l'episodio è dedicato alla memoria di John Ritter, l'interprete del padre di J.D. e Dan, morto l'11 settembre 2003 per una dissezione aortica.

## Il mio comune nemico
- Titolo originale: My Common Enemy
- Diretto da: Joanna Kerns
- Scritto da: Bill Callahan
- Guest star: Heather Graham

### Trama
Dopo tre settimane dalla morte del padre Dan è ancora in città e comincia a frequentarsi con Elliot e J.D. non è molto contento di ciò. Il dottor Cox vuole fare capire alla dottoressa Clock che non tutti sono buoni. Carla rifiuta il posto di supervisore amministrativo offertole da Kelso per stare vicino al marito, però Turk in cambio di una seconda possibilità per la moglie si offre per disinfestare la soffitta di Kelso da un pipistrello. Nonostante questo Carla rifiuta una seconda volta il posto. Cox e Kelso si alleano per cercare di fare capire a Molly che il mondo non è sempre fatto di gentilezze e amore, ma alla fine i due non ci riescono e vanno a scusarsi con la stessa Molly per i loro scherzi demoralizzanti. Questa però aveva già capito tutto e va al matrimonio di sua madre, cosa che non poteva fare, dato che Kelso glielo aveva proibito. Cox e Kelso si accorgono quindi di essere stati colpiti anche loro dalla gentilezza e per questo se ne vanno arrabbiati.

## La mia ultima chance
- Titolo originale: My Last Chance
- Diretto da: Zach Braff
- Scritto da: Mike Schwartz
- Guest star: Heather Graham, Molly Shannon

### Trama
La dottoressa Molly Clock deve trasferirsi a Milwaukee e Elliot decide di organizzare una festa d'addio alla fine della quale J.D. e Molly si baciano. Il dottor Cox è l'unico dell'ospedale a non aver fatto le 24 ore di volontariato e decide di rimediare facendo due turni in ambulanza come paramedico in compagnia della logorroica Denise Lemmon. J.D. ha solo un'occasione per fare sesso con Molly prima che parta per sempre, ma l'unico modo è avere l'approvazione di Elliot. Dopo un piccolo incidente con lo scooter Sasha, l'inserviente si offre di accompagnare J.D. a casa di Molly, ma in realtà lo abbandona in mezzo al deserto. Arrivano in soccorso Turk e Carla che dopo un litigio lascia il marito in compagnia del migliore amico. Entrambi si mettono a correre verso la meta tanto ambita da J.D., ma una volta arrivati scoprono che sul foglietto di approvazione scritto da Elliot c'è scritto "Ora siamo pari", e Molly, dopo averlo letto, parte con il suo taxi.

## La mia difficile decisione
- Titolo originale: My Malpractical Decision
- Diretto da: Gail Mancuso
- Scritto da: Janae Bakken
- Guest star: Julianna Margulies

### Trama
Al Sacro Cuore tutti sono in tensione per l'arrivo dell'ispettrice sanitaria e avvocato Neena Broderick, che ogni anno mette sempre più in difficoltà i medici nel lavorare. Elliot si accorge che Doug è così sbadato che se lo vedesse Neena questa lo farebbe licenziare. Elliot lo porta quindi in obitorio per nasconderlo e lì Doug le chiede se crede che lui possa mai diventare un bravo medico. Elliot però non sa cosa rispondere, se dire la verità, ovvero che non lo sarà mai, o dire una bugia. J.D. e il dottor Cox intanto si occupano di un paziente che è anche il padre di Neena e J.D. finisce per innamorarsi dell'avvocatessa. Turk nel frattempo si deve occupare di uno dei pazienti che si sono più rivisti nella serie: Harvey Corman, ipocondriaco. Questo arriva in ospedale per fare delle analisi di routine, ma accusa Turk di non essere stato gentile con lui. Alla fine il padre di Neena viene salvato grazie a un'operazione e Doug riesce a trovare il posto adatto per lui: l'obitorio. Sembra infatti che riesca a trovare facilmente le cause di un decesso, data la sua esperienza. J.D. è arrivato a casa e Neena lo chiama dicendogli se volesse venire in camera da letto e nello stesso momento parte la segreteria telefonica del telefono, è Turk che dice che Harvey lo ha denunciato e che sarà Neena il suo avvocato difensore e chiede se lui potesse venire a consolarlo. J.D. non sapendo scegliere se andare da Neena o rispondere a Turk, decide di cancellare il messaggio di segreteria e di andare dalla sua nuova fidanzata.

## I miei guai con le donne
- Titolo originale: My Female Trouble
- Diretto da: Chris Koch
- Scritto da: Deb Fordham

### Trama
J.D. e Neena ora sono fidanzati e Turk non è felice della cosa, dato che Neena è l'avvocato che ha assunto un suo paziente per farlo licenziare. Turk dice quindi a J.D. che deve lasciare Neena e J.D. pensa tutto il giorno sul modo in cui farlo. Intanto in ospedale è arrivato uno dei più ricchi uomini del paese, il signor Summers, che vuole fare una donazione consistente all'ospedale. Il suo medico curante è Elliot e quando va a visitarlo questo vuole vedere il suo medico, credendo che Elliot sia solo un'infermiera. Questa allora per continuare a visitarlo senza intoppi chiede all'inserviente se può impersonare il dottor Elliot Reid davanti a Summers. Nel frattempo J.D., Neena, Turk, Carla, Kelso e Ted sono in sala congresso per la sentenza giudiziaria. Ted sviene dalla tensione e Carla scopre che l'unico motivo per cui il signor Corman ha denunciato Turk è per fare quattro chiacchiere con qualcuno. Carla quindi spaventa Harvey e questo ritira la denuncia. Jordan intanto è tornata in ospedale e J.D. le chiede se può lasciare Neena al posto suo. Jordan spaventa Neena al punto che questa se ne va dall'ospedale. Alla fine Elliot dice a Summers che era lei il vero dottor Reid davanti al dottor Cox, per fargli capire che non è più la giovane insicura di un tempo.

## Il mio unicorno
- Titolo originale: My Unicorn
- Diretto da: Matthew Perry
- Scritto da: Gabrielle Allan, Tad Quill

### Trama
In ospedale arriva un cantante bisognoso di un rene e l'unico a poterglielo fornire è il figlio. J.D. si diverte con il suo nuovo libretto per gli appunti che ha per copertina un unicorno. J.D. va a trovare il figlio del cantante per spiegargli le condizioni del padre e riesce a trovarlo, ora conduce un eliporto abbandonato e si chiama Murray. J.D. lo porta all'ospedale lì si scopre che i due sono compatibili, ma che in realtà Gregory, il padre, non è il padre biologico di Murray. Gregory lo ha sempre saputo e non lo ha mai detto a Murray per non fargli sapere che il reale padre era un delinquente drogato. Murray, per questa bugia, non vuole più donare il suo rene. Ma alla fine capisce che il vero padre è chi ti cresce e quindi fa l'operazione per il trapianto.

## Il mio momento migliore
- Titolo originale: My Best Moment
- Diretto da: Chris Koch
- Scritto da: Angela Nissel

### Trama
Durante un pranzo J.D. chiede a tutto lo staff del Sacro Cuore di dire il loro momento migliore che abbiano mai vissuto. Tutti se ne vanno per non volerlo dire. Pian piano vengono fatti vedere tutti i momenti migliori di ognuno e si capisce che sono tutte cose banali e senza una vera importanza. All'ospedale arriva un uomo con il figlio di dieci anni. L'uomo sta bene e J.D. gli promette che uscirà di lì entro Natale, ovvero entro due giorni. Il dottor Cox gli fa subito capire che non può fare promesse, e infatti l'uomo sviene e va in arresto cardiaco. Il figlio viene portato in giro per l'ospedale da Elliot. Turk intanto è sotto pressione perché in questi periodi le famiglie dei pazienti possono assistere alle operazioni chirurgiche e Turk non sopporta di essere fissato. Come se non bastasse, l'uomo in cura da J.D. non ha l'assicurazione sanitaria e Kelso dice che appena si sarà stabilizzato lo dovranno lasciare fuori dall'ospedale. Nessuno capisce ancora cos'abbia il signor Milligan, il paziente di J.D. Quest'ultimo allora ripassa tutti i libri e scopre la cura senza bisogno di nessuno e cura il paziente. Cox rimane positivamente impressionato da questo. Il ragazzo intanto ha incontrato Kelso e i due si sono messi a chiacchierare, tanto che lo stesso Kelso lo ha preso in simpatia e ha deciso di pagare lui stesso l'assicurazione al padre. Alla fine arriva Natale e Milligan e il figlio escono dall'ospedale, in modo che J.D. mantenga la promessa. Inoltre ogni persona dello staff ora ha cambiato il suo momento migliore. Tutti hanno aiutato il signor Milligan e tutti sono felici di averlo fatto. Ogni loro momento migliore nuovo è quindi collegato a lui. Di J.D. quello di averlo curato da solo e di avere mantenuto una promessa, di Cox quello di avere visto J.D. farlo senza aiuto, di Kelso quello di avere aiutato un bisognoso, per Carla è essere stata ascoltata in un parere medico dagli altri, per Turk di avere operato Milligan e per Elliot quello di avere aiutato il ragazzo a superare lo stress.

## Le mie diagnosi
- Titolo originale My Ocardial Infarction
- Diretto da: Ken Whittingham
- Scritto da: Mark Stegemann

### Trama
J.D. in ospedale viene soprannominato "Il re delle diagnosi", perché le diagnosi sono il suo punto forte. Mentre Elliot viene definita "La regina delle emergenze", dato che le emergenze e le decisioni veloci sono il suo forte. Ma quando Elliot comincia a diventare brava quanto J.D. nelle diagnosi, questo prova in tutti i modi a rialzare la sua immagine. Nel frattempo Turk fa scommettere tutti (Carla, Laverne, J.D., Elliot e altri) sul suo diabete e su quanto sia alto. Ma quando in sala operatoria amputa un piede ad un uomo e chiede come mai ha dovuto farlo, scopre che l'uomo aveva il diabete. Da questo momento Turk prende la sua malattia sul serio e proibisce agli altri di scommetterci. Alla fine Elliot si dimostra brava quanto J.D. a trovare diagnosi, anche le più rare, e J.D. si dimostra bravo quanto Elliot nelle emergenze, dato che ha capito il metodo migliore per poterle fare.

## Il mio portafortuna
- Titolo originale: My Lucky Charm
- Diretto da: Chris Koch
- Scritto da: Mike Schwartz

### Trama
In ospedale arrivano due irlandesi, uno dei due ferito e svenuto e il secondo sostiene di essere il fratello (interpretato dalla guest star Colin Farrell) Billy. Questo riesce ben presto a farsi amare da tutte le donne dall'ospedale grazie alla sua simpatia e al suo fascino, e in una conversazione con J.D. e Turk gli consiglia di godersi la vita, viaggiare, parlare a sconosciuti. Intanto Elliot e Carla finiscono per litigare perché entrambe inventano una scusa per evitare una serata da passare insieme, mentre il dottor Cox si sottopone a una vasectomia senza dirlo a Jordan, che verrà messa al corrente da Kelso, ma non ne darà peso. Billy confessa che in realtà il paziente di Turk e J.D. non è suo fratello, ma l'uomo che egli ha colpito nella rissa la sera precedente. Turk e J.D. non sanno se denunciare il fatto, ma alla fine decidono di farlo. La polizia arriva al Sacro Cuore e arresta Billy. Ma il giorno dopo, ugualmente, Billy torna in ospedale per stare vicino all'uomo da lui colpito. Quando però il paziente si risveglia, Billy va via e dice a J.D. e Turk che non serba rancore, ma che comunque anziché chiamare la polizia sarebbero dovuti andare a parlare direttamente con lui. Elliot e Carla finiranno per fare pace, e Cox, che aveva subito la ripicca di Jordan che aveva iscritto Jack a danza, finirà prima per "ripristinare" tutto e poi per ri-sottoporsi alla vasectomia dopo aver chiarito i problemi con Jordan. Tutta la puntata è arricchita da Jerry, un paziente sofferente di una sindrome per la quale si crede un morto che cammina.

## Il mio ippocratico dilemma
- Titolo originale: My Hypocritical Oath
- Diretto da: Craig Zisk
- Scritto da: Tim Hobert

### Trama
A un bar J.D. incontra Kylie, una barista. Lui ne rimane subito innamorato. Il giorno dopo Kylie si presenta all'ospedale con il fidanzato e J.D. scopre che questo ha la gonorrea ma l'uomo non vuole dirlo a Kylie e J.D. vorrebbe invece dirglielo, in modo che la ragazza non contragga la malattia, ma ciò violerebbe il segreto professionale e il Giuramento di Ippocrate. Quindi J.D. è costretto a tacere. Nel frattempo Cox è di turno anche di notte all'ospedale e la stessa sera c'è una partita di basket tra Lakers contro Heat e dice a tutti i lavoratori che chiunque dirà qualcosa sulla partita verrà punito dal lui stesso. L'Inserviente decide allora di fargliela pagare per le offese subite da Cox e quindi scrive il conteggio finale e prima di mostrarlo a Cox gli dice tutto. Cox, pur di non sapere il punteggio, baratta con 3 cene e il permesso di usare la sua poltrona massaggiante il silenzio dell'inserviente. Cox chiede allora a Kelso di registrare la partita e di vederla più avanti e Kelso accetta. Alla fine Cox mette la videocassetta con la partita registrata nel televisore ma ancora prima che la partita cominci appare un video dove Kelso rivela il punteggio finale della partita, tutto questo per vendicarsi di uno scherzo fatto da Cox ai danni di Kelso in precedenza. Nel frattempo Kylie ha scoperto la malattia del suo fidanzato e per questo lo lascia e J.D. e lei si fidanzano.

## La mia quarantena
- Titolo originale: My Quarantine
- Diretto da: Michael Spiller
- Scritto da: Tad Quil

### Trama
J.D. esce con Kylie di sera e per sbaglio investe un vagabondo ferendogli la mano. J.D. è quindi costretto a portarlo all'ospedale per farlo medicare, lì controlla un suo paziente e i sintomi sembrano indicare che abbia la SARS, una malattia contagiosa. Tutto il reparto viene bloccato e messo in quarantena con all'interno J.D., Kylie, il vagabondo, Elliot, Cox, Kelso, l'Inserviente, la sorella di Jordan, Turk, Carla, Laverne, il Todd, Ted e Doug. E durante questa lunga notte si sviluppano le storie dei personaggi a due a due:
- Kelso e l'Inserviente. L'inserviente riesce a tirare un pezzo di cotone dentro ad un barattolo. Kelso lo sfida a rifarlo, giocando a soldi (lascia o raddoppia, se uno lascia paga ma ad ogni tiro sbagliato i soldi raddoppiano). L'inserviente accetta ma continua a perdere, fino ad arrivare alla quota di 700 $ da dare a Kelso.
- Turk e Cox. I due si parlano e si confrontano con le loro paure e le loro difficoltà.
- Doug e Ted. I due passano tutto il tempo a picchiarsi per una storia d'amore con la sorella di Jordan nata l'anno precedente.
- J.D. e Kylie. J.D. paga il vagabondo per imitare un infarto e far vedere a Kylie quanto è bravo a fare il medico.

Laverne inoltre ha preso una torta per il suo compleanno e Kelso gliela ruba per la fame. Alla fine al paziente viene diagnosticata un'altra malattia che non è contagiosa e la quarantena viene indetta. L'Inserviente prova un ultimo tiro con il rischio di arrivare a dare 8000 $ a Kelso, ma fortunatamente fa centro e se ne va soddisfatto. Alla fine J.D. confida a Kylie il suo inganno con il vagabondo e questa lo perdona. Tutti i personaggi se ne vanno dal reparto dopo quasi 12 ore di quarantena.

## La mia vita come una sit-com
- Titolo originale: My Life in Four Cameras
- Diretto da: Adam Bernstein
- Scritto da: Deb Fordham

### Trama
La televisione dice che un'epidemia di Escherichia coli è tornata e che tutte le persone che hanno mangiato molta carne possono essere contagiate. Il Sacro Cuore è quindi letteralmente invaso da centinaia di persone che vogliono controllare se sono malate. Tra queste J.D. scopre che c'è uno sceneggiatore televisivo della serie Cheers, la sua serie tv preferita, e decide di portarlo in ambulatorio per mostrarlo a Turk. I due infatti sono felicissimi. Nel frattempo Kelso sfida Cox a far quadrare i bilanci dell'ospedale, in quanto Kelso propone di licenziare qualcuno e Cox si oppone. Cox quindi passa tutta la giornata a controllare i guadagni. J.D. intanto sogna come potrebbe essere la sua vita se fosse una sit-com. In questa serie televisiva, anche se ambientata in ospedale, è possibile fare tutto. Tanto che viene indetto un concorso con un premio in soldi che farà quadrare il bilancio ospedaliero. Kenny (Clay Aiken), un giovane ragazzo appena assunto, riesce a vincere il concorso e quindi riesce a far sì che nessuno venga licenziato. Sempre nella serie immaginaria, lo sceneggiatore di Cheers non ha niente e torna a casa. Nella realtà invece succede l'opposto. Cox scopre che per far quadrare il bilancio deve licenziare Kenny e lo fa. Mentre allo sceneggiatore viene diagnosticato un tumore ai polmoni. A quest'ultimo viene però un attacco cardiaco ed Elliot prova a rianimarlo, ma senza successo e l'uomo muore.

## I miei compagni di stanza
- Titolo originale: My Roommates
- Diretto da: Craig Zisk
- Scritto da: Tim Hobert

### Trama
Carla e Turk mandano via di casa J.D. perché vogliono avere un po' di spazio tutto per loro. J.D. comincia quindi a chiedere a tutti un posto per dormire; dormirà con Ted, con il Todd e solo alla fine chiede a Kylie se lo può ospitare. Questa però è ancora titubante e decide di non farlo dormire a casa sua. Intanto al Sacro Cuore è arrivato un caro amico d'infanzia di Cox con suo figlio Nathan. Cox fa di tutto per far sembrare intelligente e bravo suo figlio Jack, ma non ci riesce. Nathan invece, anche se ha appena 1 anno, fa delle costruzioni di LEGO grandi, belle e dai colori compatti. Cox comincia a sospettare quindi che sia autistico, ne ha la conferma quando neppure chiamando il bambino questo si gira e dal fatto che non guarda mai nessuno negli occhi. Turk e Carla nel frattempo si sono resi conto che senza J.D. sono tristi e per questo lo richiamano a casa loro. Quindi, capiscono che la loro relazione non è così salda come credevano. Alla fine Cox spiega al suo amico dei problemi di Nathan e l'uomo porta il figlio in cura da un dottore del Sacro Cuore.

## La mia botte piena
- Titolo originale: My Best Laid Plans
- Diretto da: Zach Braff
- Scritto da: Bill Callahan

### Trama
All'ospedale si ripresenta la dottoressa Molly Clock, anche se per un solo paziente. Carla è arrabbiata con Turk perché questo si risente con una sua ex-fidanzata per telefono tutti i giorni. Intanto l'Inserviente scommette contro Cox che riuscirà ad ottenere un appuntamento con Elliot, il furgone dell'Inserviente per la Porsche di Cox. L'Inserviente spiega subito ad Elliot la scommessa e i due si presentano davanti al dottor Cox come se fossero due fidanzati. Cox quindi dà le chiavi della sua Porsche all'Inserviente, ma quest'ultimo escogita un piano per ottenere un vero appuntamento con Elliot: le dice infatti che Cox non gli ha dato le chiavi della sua macchina perché vuole vederli uscire insieme fuori dall'ospedale, cosa non vera. È sera e J.D. è al bar insieme a Molly, J.D. deve decidere se baciare Molly, ma decide di non rompere il fidanzamento con Kylie e torna a casa dalla sua fidanzata, lasciandosi però sfuggire alcune parole di troppo sul suo appuntamento al bar. Kylie, credendo di essere stata tradita, caccia via J.D., che torna a casa affranto. Elliot e l'Inserviente intanto passano una cena in un ristorante nell'attesa falsa che arrivi Cox a guardarli. Carla nel frattempo dice a Turk quanto sia importante per lei che lui e la sua ex non si sentano più, e Turk afferma che non si sentiranno mai più perché le ha detto che era sposato. Carla tuttavia è ancora più arrabbiata, perché ha scoperto che Turk aveva mentito alla sua ex. Passa la notte e sorge il mattino. Cox dice all'inserviente di avergli dato le chiavi dell'auto già il giorno precedente ed Elliot capisce che era una bugia quella dell'appuntamento con Cox. Elliot si arrabbia, ma dura poco perché l'inserviente le rivela che lei è l'unica di tutto l'ospedale a trattarlo come una persona normale anziché con superiorità e che fingere anche solo per una volta di stare con lei lo ha fatto sentire bene. Elliot comprende le sue ragioni e lo perdona immediatamente, così i due si separano in amicizia. Il dottor Cox, che prende le chiavi del furgone dell'inserviente, piazza alcune cariche esplosive all'interno di questo e lo fa partire a tutta velocità contro il muro dell'ospedale. Il furgone si schianta e dopo un attimo esplode; Cox è felicissimo per la vendetta, mentre l'Inserviente e il suo "Club dei Cervelloni" se ne vanno rattristati.

## Il mio nostalgico capo
- Titolo originale: My Boss's Free Haircut
- Diretto da: John Inwood
- Scritto da: Mark Stegemann

### Trama
Turk e Carla sono in crisi con il loro matrimonio e vanno ogni settimana da uno psicologo per capire e affrontare i loro problemi. Kelso fa notare a Cox che con i pazienti è troppo duro e che prende in giro tutti, facendo arrivare così svariate lamentele all'ospedale. Cox sfida allora Kelso a prendere in cura un paziente, cosa che Kelso non fa mai, e vedere se riuscirà a rimanere calmo con esso. Kelso prende in cura la prima paziente che trova, una venticinquenne obesa che vuole fare un'operazione chirurgica rischiosa per diminuire di peso. Questa, usando un cellulare e internet, scopre tutte le informazioni su Kelso. Quest'ultimo cerca comunque di convincerla a non sottoporsi all'intervento ma seguire una dieta prescritta dal dietologo dell'ospedale. La giovane rifiuta. Arriva al punto da chiudersi all'interno della stanza e non far entrare nemmeno i dottori. J.D. ed Elliot provano a tirare su il morale rispettivamente di Turk e Carla andando al bar, andando al luna park o mangiando torte. Elliot e Carla vanno al cimitero della città per vedere la tomba della madre di Carla ed Elliot cade all'interno di una tomba vuota alta 2 metri. Il becchino non c'è e nessuno riesce a tirarla su, quindi rimane lì per tutta la notte. Carla e Turk dovevano vedersi la mattina per parlare, ma Turk non si presenta e rivela a J.D. di essere stanco delle difficoltà che deve affrontare per far funzionare il matrimonio, che invece dovrebbe essere semplice. Kelso parla con Cox, rammaricandosi dei tempi passati, quando era rispettato e benvoluti da tutti solo per la propria professione, tanto da fare conquiste facilmente, da non pagare multe e neanche il barbiere. Alla fine Kelso riesce ad entrare nella camera della paziente a farle cambiare idea dicendole che lei vuole farsi operare perché ha paura di fallire nel caso dovesse provare la dieta, per poi spiegarle che la vita fa paura e che non esistono rimedi miracolosi, poiché le cose che contano si ottengono solo attraverso il proprio impegno; il discorso è sentito anche da Turk, che ne rimane colpito e va da Carla a scusarsi e i due fanno la pace, anche se Carla non si sente ancora pronta a tornare a casa da lui. Kelso va da un barbiere, si fa tagliare i capelli e al momento di pagare fugge via, inseguito dal parrucchiere.

## Le mie labbra sono cucite
- Titolo originale: My Lips Are Sealed
- Diretto da: John Michel
- Scritto da: Janae Bakken

### Trama
J.D. e Carla vanno insieme al bar per cercare di divertirsi. Lì si ubriacano e tornano a casa di Elliot, dove i due si baciano. La mattina dopo si risvegliano e scoprono ciò che è accaduto e lo dicono ad Elliot. Tutti promettono che non lo diranno a Turk. I 3 vanno quindi al lavoro in ospedale e lì J.D. cerca di nascondersi da Turk, per questo va nell'ufficio di Ted, un posto insospettabile. Elliot intanto ha un paziente in cura che, anche essendo sano, ha preso delle pillole contro la disfunzione erettile. Elliot vede che Kelso che si mette a ridere del paziente davanti allo stesso per via dell'accaduto. Elliot gli spiega quindi che non bisogna ridere dei problemi altrui, ma quando scopre cos'è successo prima che l'uomo arrivi in ospedale, anch'essa scoppia a ridere e si sentirà in colpa. Turk e Carla intanto decidono di far tornare J.D. a casa loro. Alla fine della giornata Elliot si scusa con il signore per avere riso per il suo problema, ma che se uno non scherza prima di tutto sui suoi problemi non potrà mai sopportare gli scherzi degli altri. Il paziente così racconta la verità ai suoi amici, ridendoci lui stesso, così che qualunque presa in giro non possa ferirlo poiché lui stesso la trova divertente. Durante la sera, a casa di Turk e Carla tutti sono felici. Ma Carla ammette di aver baciato J.D. la mattina prima e Turk è sgomento.

## La mia grande mossa
- Titolo originale: My Big Move
- Diretto da: Victor Nelli Jr.
- Scritto da: Bonnie Sikowitz

### Trama
Dopo che Turk ha scoperto il bacio tra J.D. e Carla, inizialmente dice che la cosa non gli dà fastidio, ma alla fine si rende conto di non sopportarlo e decide di dover dare la colpa ad uno dei due, a cui dare la pena del silenzio, ovvero non rivolgergli la parola per alcuni mesi. J.D. e Carla quindi cercando di fargli capire che è stata colpa dell'altro e alla fine Turk crede che la colpa sia stata di Carla e le darà la pena del silenzio. Nel frattempo Cox spaventa una ragazza affetta da epilessia ed Elliot lo rimprovera. Jordan intanto si riempie la faccia di botulino dopo che il ragazzo vicino di casa la chiama "signora" mentre lei era vestita in modo sexy e questo le blocca ogni espressione facciale. Intanto l'Inserviente riesce a farsi regalare da Kelso una nuova uniforme azzurra. Ma appena indossata nessuno ha più paura di lui, anzi, gli altri lo rispettano. E questo all'Inserviente non piace. Quando deve decidere se tenere l'uniforme grigia che lo fa temere da tutti e diventare gentile con quella blu decide di tenere quella grigia e non modificare la sua natura. Più tardi Elliot parla con la sua paziente e la tranquillizza e, quando Cox le domanda come abbia fatto a capire il problema, Elliot gli spiega che ogni donna al mondo è insicura riguardo qualcosa e che ciò che vogliono è solo un po' di comprensione. Alla fine J.D. si sente in colpa per aver dato la colpa a Carla e convince Turk che è colpa sua perché non si è comportato da buon marito e quindi non può giudicare Carla. Turk lo capisce e perdona entrambi. Cox, avendo imparato la lezione di Elliot, rinuncia alla premiazione a sua favore di un premio come medico per restare a casa con Jordan a guardare un film e mangiare una pizza, rendendo felice la moglie. L'Inserviente indossa ancora la tuta blu nel parco dell'ospedale e decine di uccellini gli stanno vicino amichevolmente.

## La mia fede nell'umanità
- Titolo originale: My Faith in Humanity
- Diretto da: Ken Whittingham
- Scritto da: David Louis Feinberg

### Trama
Al Sacro Cuore arriva un'anziana signora che si era sentita male a casa sua. Insieme a lei c'è il suo vicino di casa Jake che l'ha vista svenuta sulle scale. La donna, che non ha famiglia, chiede a Jake il suo parere se dovesse morire in pace o sottoporsi ad altri interventi. Jake le dice che dovrebbe morire in pace, dato che ha 92 anni. La donna lo ascolta e rifiuta i farmaci dei medici, morendo così lentamente. All'ospedale però si presenta suo fratello, cosa che all'inizio la donna aveva negato di avere, che dice di denunciare Jake e tutto l'ospedale. J.D. consiglia a Jake di chiarire il fatto con la donna, ma sfortunatamente questa è andata in coma, ed è quindi ad un passo dalla morte. Il fratello non vuole sentire ragioni per cui dovrebbe parlare con Jake. Quest'ultimo gira per l'ospedale e conosce tutti i protagonisti e notando che nessuno lì dentro è normale. Elliot si innamora di lui ma non vuole chiedergli di uscire per la paura. Per questo chiede aiuto a Cox e quest'ultimo decide di aiutarla. Turk e Carla intanto vanno in terapia di coppia e cercano di risolvere i loro problemi. Alla fine della giornata Jake parla al fratello dell'anziana donna e gli spiega che era stata lei a dirgli che voleva morire e lo fa ragionare. L'uomo rimane colpito dal discorso e capisce che Jake non sta mentendo, per questo ritira la denuncia e rimane a vegliare su sua sorella. Elliot chiede a Jake di uscire e questo accetta. J.D. capisce che in tutti c'è un minimo di umanità, persino in Cox che ha aiutato Elliot, per questo motivo va in autostrada ad aiutare una donna che ha una gomma forata, sfortunatamente la gomma della ruota della sua macchina si stacca e J.D. scappa con il suo scooter.

## Il mio scooter a quattro ruote
- Titolo originale: My Drive-By
- Diretto da: Will MacKenzie
- Scritto da: Angela Nissel

### Trama
Cox fa notare a Turk che sono entrambi egocentrici allo stesso modo e, quando Carla e Jordan gli fanno notare che è vero, ne rimane sconvolto. Davanti a un bar un uomo si sente male e non respira, dato che un pezzo di cibo gli si è incastrato in gola, e Turk lo salva con una tracheotomia. Cox lo vede salvare l'uomo e i due fanno una scommessa: Turk scommette che non dirà a nessuno del suo salvataggio, mentre Cox scommette che l'ego di Turk avrà il sopravvento su di lui. In ospedale Cox comincia a dire a tutti che in realtà è stato lui a salvare l'uomo e Turk non sa se dire la verità a tutti o lasciar credere agli altri che sia stato Cox il salvatore. Kelso intanto in ospedale sequestra uno scooter a quattro ruote e gira per tutto l'ospedale con questo. L'Inserviente se ne accorge perché le sue gomme sporcano tutti i reparti dell'intera struttura, ma Kelso continua ad andare comodamente in giro. L'Inserviente allora, per vendetta, ruba lo scooter, lo ridipinge e lo fa diventare una macchina pulitrice e va in giro per l'ospedale pulendolo. Kelso ovviamente capisce l'inganno, ma non ha le prove che la macchina sia il suo scooter. Elliot intanto fa progressi con la sua relazione con Jake. Alla fine Turk dice a tutti la verità, ovvero che è stato lui e non Cox a salvare l'uomo. Cox gli spiega allora che l'ego non è una cattiva cosa, anzi, è uno dei motivi principali per cui ogni medico fa il suo mestiere correttamente, dal momento che la fiducia estrema in se stessi rassicura anche i pazienti di essere in buone mani e al tempo stesso permette a chirurghi e medici di concentrarsi senza farsi sfiorare dai dubbi. Infine, l'Inserviente e Kelso sono sul tetto dell'ospedale. È stata costruita una rampa su cui viene posato lo scooter acceso, se l'Inserviente lo prende la sfida tra i due ricomincia, se lo scooter cade si frantumerà e i due non si dovranno più sfidare. L'Inserviente non lo prende e lo scooter cade sulla macchina di Kelso, sfondandola completamente. Kelso capisce quindi che l'Inserviente gli ha spostato la macchina apposta. J.D. e Turk riprendono lo scooter e girovagano per l'ospedale divertendosi.

## I miei cambiamenti
- Titolo originale: My Changing Ways

J.D. nel suo nuovo appartamento dopo che il tetto si è sfondato

- Diretto da: Victor Nelli Jr.

### Trama
J.D., Turk e Carla discutono e J.D. decide che andrà a vivere in un altro appartamento e Turk, con una frase ironica, lo ferisce profondamente senza accorgersene. J.D. si sente offeso dalla frase e non gli rivolge più la parola, tanto che fa diventare suo amico Hooch, un chirurgo dell'ospedale che tutti prendono in giro perché molto nervoso (anche se sono loro i primi a cercare di farlo innervosire). Elliot ha ricevuto un'offerta di lavoro più una borsa di studio da parte di un altro ospedale e sta riflettendo se sia il caso di andare a lavorare da un'altra parte. Nel frattempo Kelso chiede a Jordan se vuole lavorare in ospedale come contabile e Jordan accetta, cosa che al contrario Cox non vuole perché l'ex moglie è già troppo appiccicosa. J.D. e Turk sono sempre più distaccati e ormai non si rivolgono più la parola. Carla non è per niente felice che Elliot se ne vada dal Sacro Cuore e cerca di convincerla che è una cattiva idea, anche se senza successo. Elliot difatti se ne va senza aver prima salutato nessuno. J.D. e Turk, la sera dopo, si incontrano sul tetto dell'ospedale per discutere e chiarirsi e si scusano reciprocamente ed entrambi capiscono che dal giorno dopo tutto sarebbe stato diverso, dato che Carla ha deciso che vuole un bambino e costringe Turk a metterla incinta. J.D. va quindi a vivere in un altro appartamento con Raudy. E si scopre che in realtà la lacrima che aveva sulla guancia è una goccia d'acqua caduta dal soffitto, segno di una perdita. Un momento più tardi infatti il tetto crolla e una vasca da bagno con dentro una donna e il fidanzato cadono nell'appartamento di J.D. J.D. pensa che i cambiamenti siano sempre negativi e che tocca a noi tirare fuori il meglio di loro.